# Dromore
Dromore (Droim Mór in gaelico irlandese) è un villaggio dell'Irlanda del Nord, situato nella contea di Down.